# Szybcy i wściekli 6
Szybcy i wściekli 6 (ang. Fast Furious 6) – amerykański film akcji z 2013 roku z Vinem Dieselem i Paulem Walkerem w rolach głównych. To szósty film z serii Szybcy i wściekli.

## Fabuła
W poprzedniej, piątej części serii główni bohaterowie – Brian O’Conner (Paul Walker) i Dominic Toretto (Vin Diesel) zarobili w Rio De Janeiro 100 milionów dolarów. Muszą je jednak wydać poza Stanami Zjednoczonymi, bo jako ścigani przez amerykańskie prawo nie mogą tam bezpiecznie wrócić… Tymczasem agent Luke Hobbs (Dwayne Johnson) zawzięcie tropi inny gang. To grupa świetnie wyszkolonych kierowców – najemnych zabójców, którzy popełniają przestępstwa w wielu krajach. Wkrótce odkrywa, że prawą ręką bossa, Owena Shawa (Luke Evans), jest Letty Ortiz (Michelle Rodriguez). To była dziewczyna Doma, która – jak się okazuje – wcale nie zginęła w wypadku. Jedynym sposobem, żeby schwytać bandytów, jest doprowadzenie do starcia na ulicach. Potrzebny jest więc drugi gang… Hobbs knuje chytry plan. Postanawia odszukać Doma i jego kumpli, którzy wiodą luksusowe życie za granicami Stanów, jednak marzą o powrocie do domów. W zamian za pomoc w polowaniu na bandę Owena proponuje im pełne uwolnienie od ciążących na nich zarzutów i możliwość powrotu do Stanów Zjednoczonych.

## Obsada
- Paul Walker – Brian O’Conner
- Vin Diesel – Dominic Toretto
- Dwayne Johnson – Luke Hobbs
- Michelle Rodriguez – Letty Ortiz
- Jordana Brewster – Mia Toretto
- Tyrese Gibson – Roman Pearce
- Chris Bridges – Tej Parker
- Sung Kang – Han Seoul-Oh
- Gal Gadot – Gisele Yashar
- Elsa Pataky – Elena Neves
- Luke Evans – Owen Shaw
- Gina Carano – Riley Hicks
- John Ortiz – Arturo Braga
- Joe Taslim – Jah
- Clara Paget – Vegh
- Rita Ora – kobieta rozpoczynająca wyścig Dominica i Letty
- Jin Au-Yeung – Jimmy
- Jason Statham – Deckard Shaw (niewymieniony w czołówce)

## Produkcja

### Przygotowania
Kiedy w lutym 2010 r. Vin Diesel potwierdził, że rozpoczęto produkcję Szybkich i wściekłych 5, wspomniał, że jest planowana także część szósta. W kwietniu 2011 r. ogłoszono, że Chris Morgan na zlecenie Universal Studios rozpoczął pracę nad scenariuszem kolejnej odsłony. Ujawniono też wtedy, że wytwórnia zamierza przekształcić dotychczasową serię ulicznych wyścigów w filmy z pogoniami i napadami pokroju Włoskiej roboty i Francuskiego łącznika, a Szybcy i wściekli 5 stanowią rodzaj pomostu między tymi zmianami. Prezes wytwórni Universal, Adam Fogelson, powiedział, że po tej zmianie spodziewa się wzrostu liczby widzów w kinach.
24 czerwca 2011 wytwórnia Universal Pictures ogłosiła, że szósta część Szybkich i wściekłych pojawi się na ekranach kin 24 maja 2013. Ujawniono też, że jej producentami ponownie zostaną Neal H. Moritz i Vin Diesel, a reżyserią zajmie się Justin Lin. 21 października 2011. Los Angeles Times doniósł, że wytwórnia rozważa nakręcenie Szybkich i wściekłych 6 i 7 ze wspólną historią. Dwa miesiące później Vin Diesel potwierdził doniesienia gazety, mówiąc, że równocześnie powstają scenariusze do obu filmów.
15 lutego 2012 Dwayne Johnson oznajmił, że zdjęcia rozpoczną się w maju 2012 i będą realizowane w Wielkiej Brytanii i Niemczech. Przyznał też, że z powodu zmiennych warunków pogodowych, oba filmy nie będą kręcone jednocześnie, ale produkcje Szybkich i wściekłych 7 rozpocznie się zaraz po zakończeniu zdjęć do części szóstej.

### Zdjęcia
Pomimo wcześniejszych zapowiedzi Johnsona oficjalna produkcja ruszyła dopiero 30 lipca 2012 w Londynie. Ponieważ reżyser nie uzyskał zgody na realizację zdjęć w Piccadilly Circus (scena wyścigu bolidów), jego replikę zbudowano w Shepperton. Pozostałe ujęcia kręcono: na Lambeth Bridge, w byłej bazie RAFu w Hertfordshire, na Dale Street w Liverpoolu i tunelu Queensway niedaleko miasta Birkenhead.
Sceny kaskaderskie i pogonie samochodowe sfilmowano w Glasgow w Szkocji. Z Wielkiej Brytanii produkcja przeniosła się na Wyspy Kanaryjskie (Teneryfa i Gran Canaria) oraz do Los Angeles, do miejsc, gdzie kręcono pierwszą część serii. 17 grudnia 2012 r. ogłoszono zakończenie głównych zdjęć. Następnie reżyser Justin Lin wspomagany przez pięciu montażystów, specjalistów od efektów specjalnych i edytorów dźwięku rozpoczął dwunastotygodniowy okres postprodukcji, który zakończył się w marcu 2013.

## Przyjęcie
Na podstawie 174 recenzji ze średnią ocen 6.2/10 internetowy serwis Rotten Tomatoes przyznał filmowi 69% i napisał, że z wysokooktanowym humorem i zawrotnymi scenami akcji Szybcy i wściekli 6 wyrastają na sprawdzonej formule, dzięki której poprzednia część odniosła komercyjny sukces. Metacritic z kolei opierając się na 39 recenzjach ocenił film na 61/100.
Ogólnie krytycy uznali, że film sprawnie łączy ze sobą niezwykłe sceny akcji i wyczyny kaskaderskie z przewidywalną, ale przyjemną fabułą i dialogami. Jim Vejvoda z IGN powiedział, że film zadowoli widzów, którego fajne momenty przeważyły nad zawiedzionym humorem i mimowolnie komicznymi dialogami. Inni recenzenci zwrócili uwagę na sympatyczną obsadę, zabawne podejście do fabuły i umiejętność wciągnięcia widzów w świat szybkich pościgów i konfliktu pomiędzy dwoma gangami. Derek Adams z Time Out London napisał, że film prezentuje infantylne dialogi, szalone wyczyny i płytką, komiczną ripostę. Z kolei recenzent Owen Williams z magazynu Empire zanotował, że Szybkim i wściekłym 6 brakuje zaskoczenia podobnie, jak jej poprzedniej części.
Z mieszanymi opiniami spotkały się zdjęcia, za które odpowiadał Stephen F. Windon. Scott Foundas z magazynu Variety docenił skomplikowane, przestrzenne i ciągłe ujęcia, które porównał do najlepszych filmów z Jamesem Bondem i Mission: Impossible. Ben Rawson-Jones z Digital Spy pochwalił z kolei sceny nocnych wyścigów w Londynie. Niezbyt przychylny był za to Todd McCarthy z The Hollywood Reporter, który uznał, że sceny akcji ucięte zostały zbyt szybko, samochody nie dają poczucia prędkości, a nieodpowiednie ustawienia kąta kamery i nocne tło zaciemniają widok.

### Box office
Film, którego budżet wyniósł 160 milionów dolarów odniósł ogromny sukces kasowy i uzyskał przychód na całym świecie blisko 786 mln dolarów. W samych tylko Stanach przyniósł ponad 238 mln dolarów przychodu. Znalazł się też na 43 miejscu najbardziej kasowych filmów wszech czasów.
W Ameryce Północnej film zadebiutował w kinach razem z komedią Kac Vegas III oraz animacją Epic i już w chwili premiery uzyskał przychód 6,5 miliona dolarów. Blisko o połowę więcej od Szybkich i wściekłych 5, którzy w tym samym czasie uzyskali przychód 3,8 mln dolarów. Z kolei w pierwszym dniu wyświetlania film uzyskał przychód 38,7 mln dolarów (wpływy ze sprzedanych biletów z 3659 kin), a po czterech dniach było to już 117 mln dolarów.